# Anita Nahmias
Pour les articles homonymes, voir Nahmias.
Anne Marie Gabrielle ben Nahmias dite Anita Nahmias (née le 14 novembre 1891 dans le 8e arrondissement de Paris et morte le 9 février 1961 dans le 7e arrondissement de Paris) est une patineuse artistique française, une des pionnières du patinage en France avant la Première Guerre mondiale.

## Biographie

### Famille
Anita Nahmias est la fille d'Albert Clément Marie Jésus Ben Nahmias (1854-1935), banquier juif originaire de Salonique
 dans l'Empire ottoman, et d'Anna Segunda Ballen (1861-1935), professeur de musique originaire de Guayaquil en Équateur. Elle est la sœur d'Albert Nahmias (1886-1979), le jeune secrétaire et ami de Marcel Proust, et d'Esther Nahmias (1885-1962) la première épouse de Louis Magnus.
Le 17 août 1910, elle épouse Octavio del Monte (1880-1933) à Cabourg, et est parfois connue sous le nom d' Anita del Monte ou Anita del Monte-Nahmias. Son époux est issue d'une famille aristocratique costaricienne.

### Patinage artistique
Anita Nahmias est une pionnière du patinage artistique français du début du XXe siècle, comme Nina Aysaguer, Yvonne Bourgeois, Simone Roussel ou Suzanne Poujade. Elle a été deux fois championne de France de la catégorie individuelle en 1910 et 1912.
Elle pratique également le patinage en couple avec Charles Sabouret (1909) et son beau-frère Louis Magnus (1912). C'est avec ce dernier qu'elle devient championne de France de cette catégorie.
Sur le plan international, elle participe aux championnats du monde avec son partenaire Louis Magnus à Manchester en février 1912. Ils prennent la cinquième place mondiale.

## Palmarès
| Compétitions en individuelle | 1909 | 1910 | 1911 | 1912 | 1913 | 1914 | 1915 | 1916 | 1917 | 1918 | 1919 |  |  |  |
| Jeux olympiques d'été |      |      |      | X    |      |      |      | JA   |      |      |      |  |  |  |
| Championnats du monde |      |      |      |      |      |      | CA   | CA   | CA   | CA   | CA   |  |  |  |
| Championnats de France | 2e   | 1re  |      | 1re  |      |      | CA   | CA   | CA   | CA   | CA   |  |  |  |
| |      |      |      |      |      |      |      |      |      |      |      |  |  |  |
| Compétitions en couple | 1909 | 1910 | 1911 | 1912 | 1913 | 1914 | 1915 | 1916 | 1917 | 1918 | 1919 |  |  |  |
| Jeux olympiques d'été |      |      |      | X    |      |      |      | JA   |      |      |      |  |  |  |
| Championnats du monde |      |      |      | 5e   |      |      | CA   | CA   | CA   | CA   | CA   |  |  |  |
| Championnats de France |      |      |      | 1re  |      |      | CA   | CA   | CA   | CA   | CA   |  |  |  |
| Légende : X = Pas de patinage artistique aux Jeux olympiques d'été de 1912 ; JA = Jeux olympiques d'été annulés ; CA = Championnats annulés |      |      |      |      |      |      |      |      |      |      |      |  |  |  |